# استخر (فیلم ۲۰۰۳)
استخر (انگلیسی: Swimming Pool) فیلمی در ژانر تن‌کامگی مهیج به کارگردانی فرانسوا اوزون است که در سال ۲۰۰۳ منتشر شد. از بازیگران آن می‌توان به شارلوت رمپلینگ، لودیوین سنیه، و چارلز دنس اشاره کرد.